# 최용안
최용안(崔容安, 1940년 9월 25일~2005년 7월 22일)은 대한민국의 정치인이다. 제12대 국회의원을 지냈다. 본관은 전주. 출생지는 전라북도 임실군이다.

## 학력
- 지사초등학교
- 오수중학교
- 전주공업고등학교
- 전북대 경영대학원

## 경력
- 임실군 산림조합장
- 산림조합연합회 사업소장
- 산림조합중앙회 상임감사
- (주)아이스원 대표이사(해태)
- 국회 농림수산위원
- 민주공화당 훈련원 교수
- 제12대 국회의원(한국국민당, 전북 남원시·임실군·남원군·순창군)
- 한국국민당 대변인
- 통일민주당 전북도지부 위원장
- 자유민주연합 전북 도지부 위원장
- 산림조합중앙회 회장

## 역대 선거 결과
|  | 13.31% |

|  | 21.23% |

|  | 27.67% |